# Drottning Kristinas källa

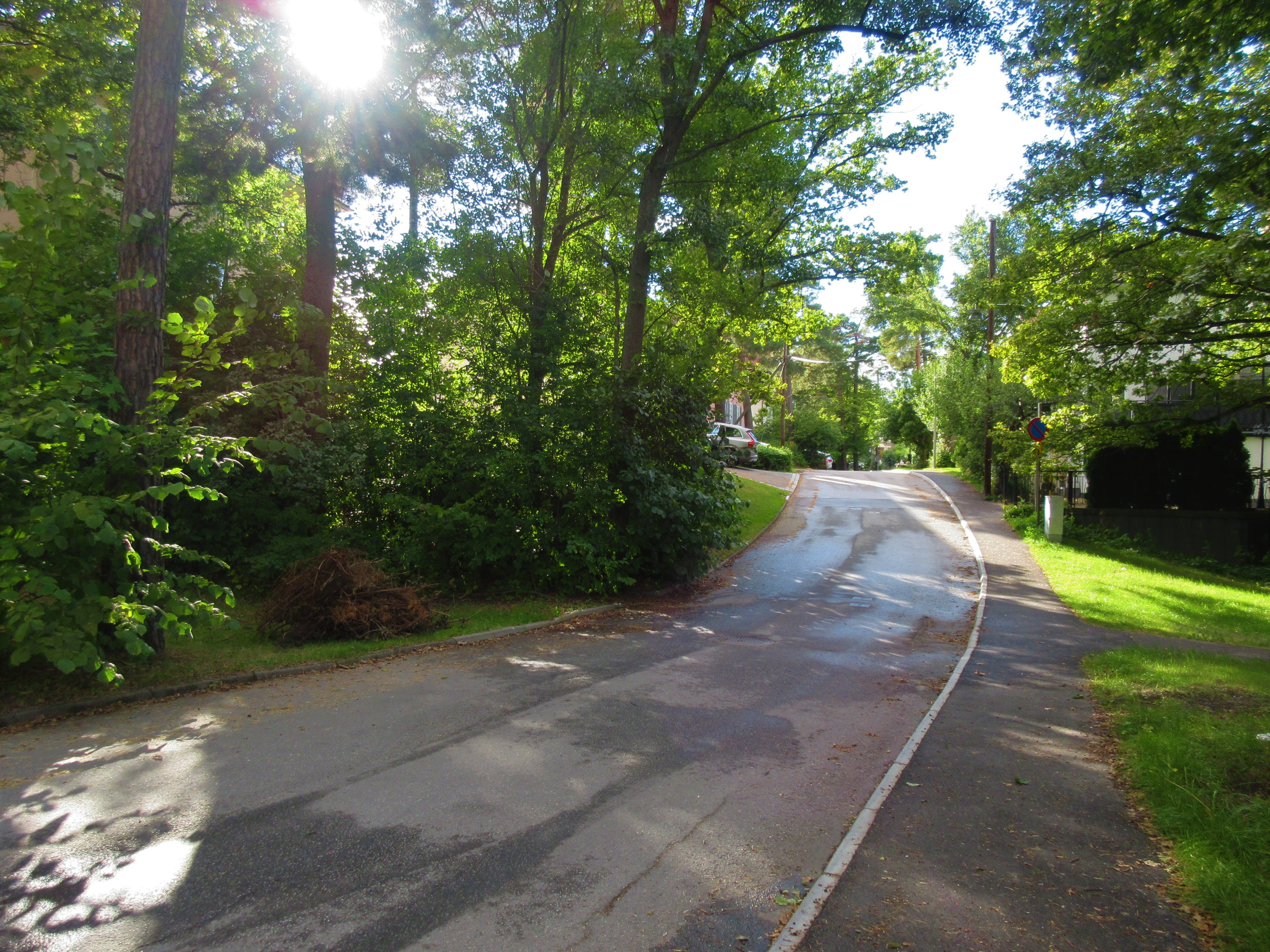
Drottning Kristinas källa ligger vid Grävlingsvägen 39-53 i kvarteret Drottning Kristinas källa.

Drottning Kristinas källa eller Trefaldighetskällan (RAÄ 117) är en gammal trefaldighetskälla, en hälsokälla, vid Grävlingsvägen 39 i stadsdelen Stora Mossen i Bromma i Stockholms län ovanför Stora Mossens tunnelbanestation.
Källan har sitt namn efter Drottning Kristina, som i en gammal sägen berättar att hon en gång under ett besök på Ulvsunda slott skulle ha stannat vid en skogskälla och svalkat sig. Enligt en lokal tradition kallas kvarteret nu Drottning Kristinas källa.
Källan ligger vid foten av ett flyttblock utefter Grävlingsvägen, som i hela sin sträckning följer en ändmorän. Från vägen är källan lätt synlig. Man vet dock ingenting om hur gammal källan är eller hur den har fått sitt namn. Platsen, där källan ligger, har formen av en platå över vilken körbanan går fram. Platån begränsas mot åsens fall av en gråstensmur, som troligen lagts för att vid högt vatten hindra att vattnet rinner nedför slänten. Ingen vet idag heller varför man en gång gjort så. Själva källan omges av ett byggt brunnskar, som består av mindre hällar, som är flata. Källan är en så kallad trefaldighetskälla. Det utmärkande för trefaldighetskällor är att vattnet rinner mot norr. Förr ansågs dessa källor, enligt folklig uppfattning, att de hade en magisk kraft. Det ansågs vara osvikliga botemedel mot alla slags sjukdomar och kroppsliga lyten att "bada" i källorna eller "dricka" dess vatten.
Drottning Kristinas källa är ett fornminne med RAÄ-nummer Bromma 117 (RAÄ 117). Källan ligger intill och nordväst om en bergsrygg i ’’Trefaldighetsbacken’’, som fick sitt namn vid namnsättningen 1926.
På en tomt vid Bävervägen 30, inte långt från Bromma gymnasium, har en stenyxa av grönsten, en så kallad skafthålsyxa (RAÄ 119), påträffats i jorden. Stenyxan vittnar om att människor rört sig i Stora Mossen under stenåldern.

## Historia
Trefaldighetsbacken, som är platsen för Drottning Kristinas källa, har tidigare varit en hälsokälla, och ligger i området mellan Grävlingsvägen och Mårdvägen och Timmerfallet mellan Grävlingsvägen och Stora Mossens Backe. Enligt gammal folktro är en trefaldighetskälla en vattenkälla med läkande kraft. Källan är rund och stensatt runt om. En stenlagd gång leder fram till källan. Omkring 24 meter nordväst om källan är en 29 meter lång stenmur. Källan är belägen 4 meter sydväst om Grävlingsvägen i kanten av en långsträckt svacka i parken nära stigen som går ner till Stora Mossens T-banestation. Timmerfallet fick sitt namn 1926 och är en park. Intill parken, men i stadsdelen Äppelviken, ligger Timmervägen.
Källan låg intill Stora Mossens gård, som på 1829 års Brommakarta markeras med två byggnader. Gården anlades omkring 1780 och var en mangårdsbyggnad med gulmålad träpanel och en stor trädgård. Gården revs 1935 eller 1936, för att ge plats åt Bromma läroverk. Platsen vid Stora Mossens gård kallades ibland även Fredriksberg eller Fredrikstorp efter en tidigare ägare, Fredrik Jansson. Hela området tillhörde sedan 1600-talet Ulvsunda slott, men såldes 1904 till Stockholms stad. På Ulvsunda slotts ägor låg även torpet Lilla Mossen (Mosen). Torpet låg i nordvästra hörnet av nuvarande koloniområde och kallades år 1807 för Fredrikstorp. Så sent som 1935-1936 revs således Stora Mossens gård för att ge plats åt läroverket, som byggdes 1935-1937 på den tidigare gårdens plats. Grävlingsvägen går inte långt ifrån där nu gymnasiet ligger. Vägen passerar strax ovanför Stora Mossens T-banestation. På den södra sidan där finns en öppen lätt skogbevuxen mark, där källan ligger. Det växer en tät buske kring källan och idag kan man inte se något vatten i gropen, eller källan, utan den är fylld med löv. Man antar att källan besöktes av drottning Kristina någon gång i samband med sina besök i Ulvsunda slott, som ligger en bit ifrån.

## Trefaldighetskällan ligger i buskaget vid vägkanten

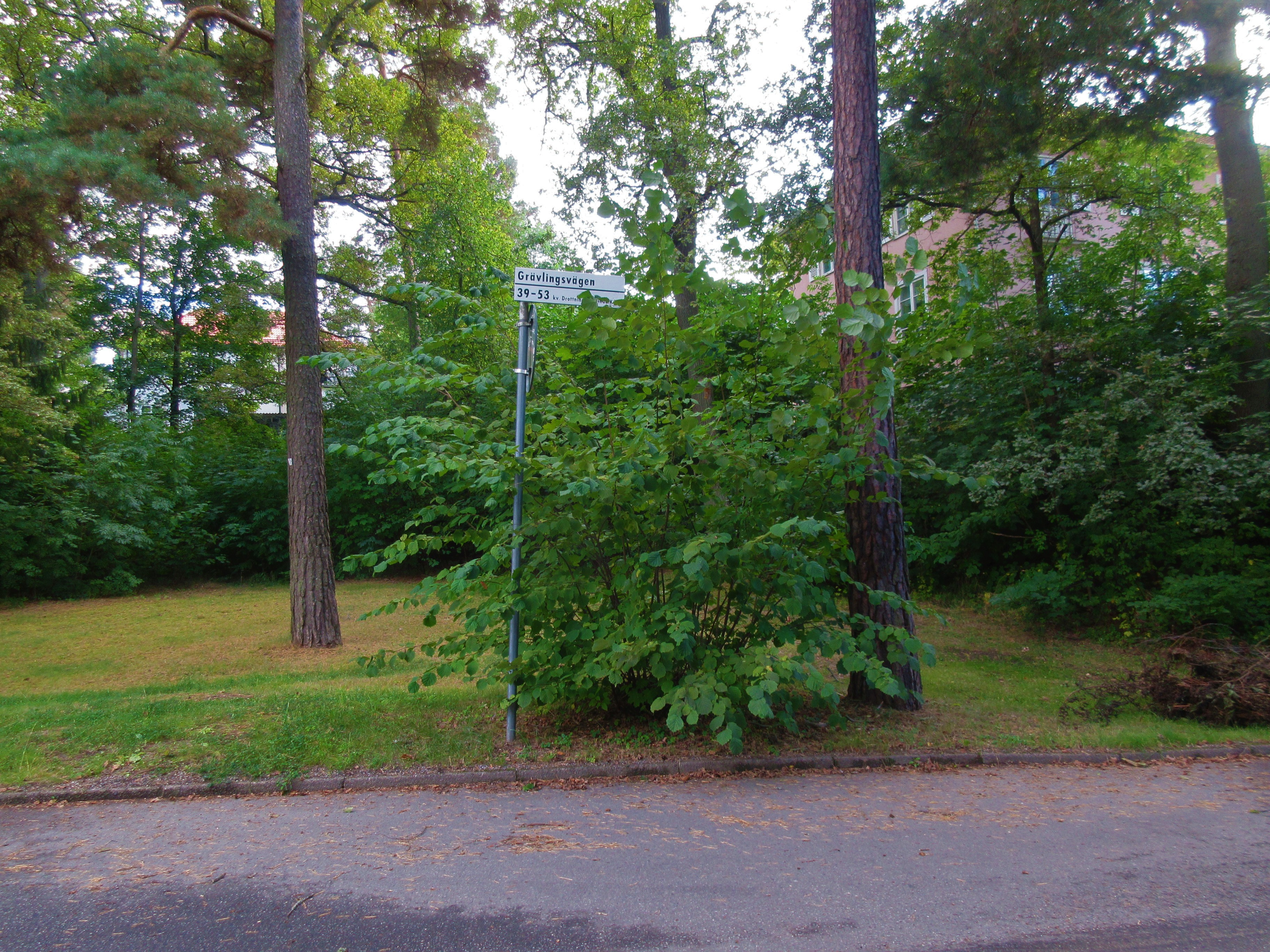
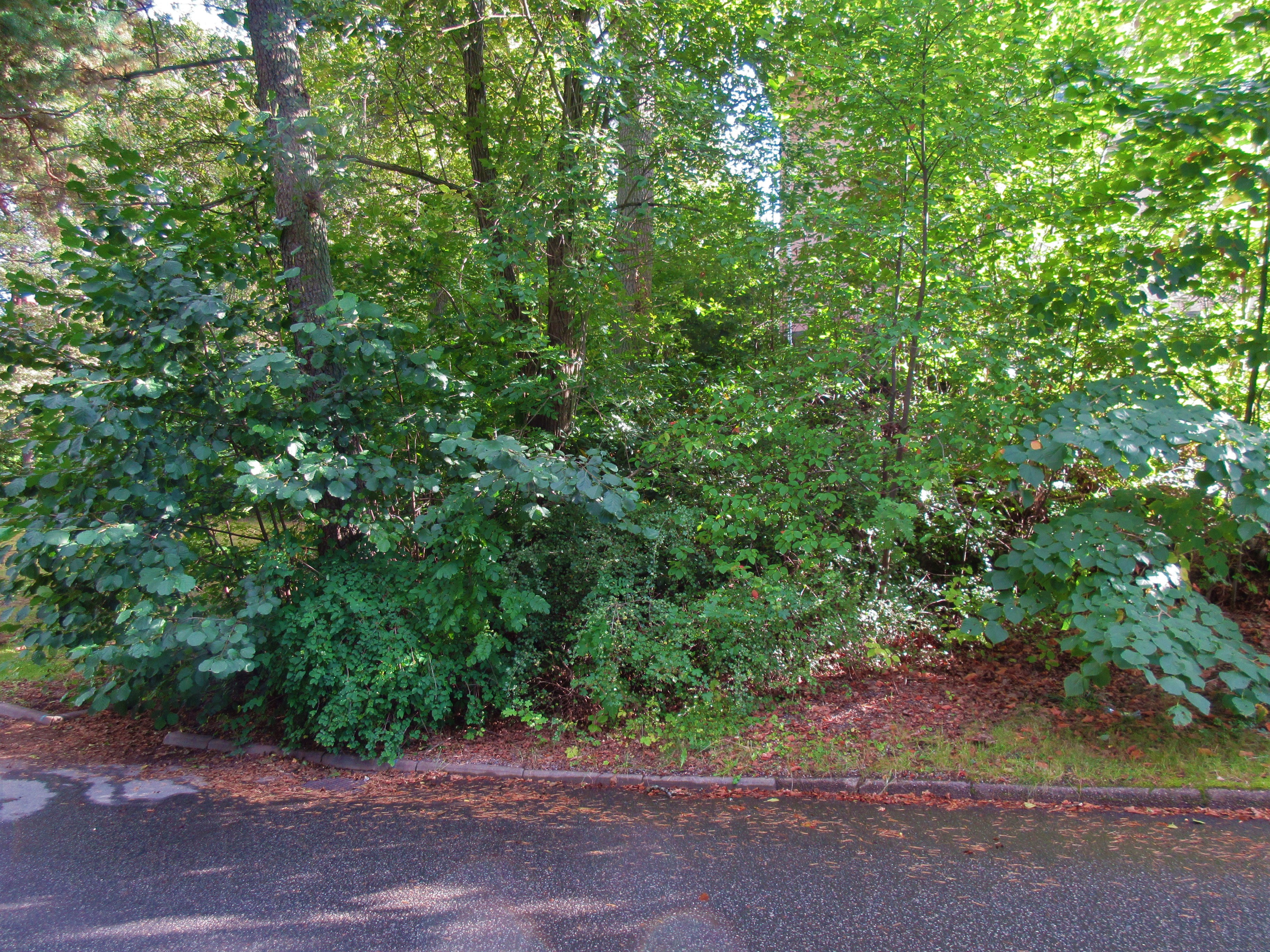
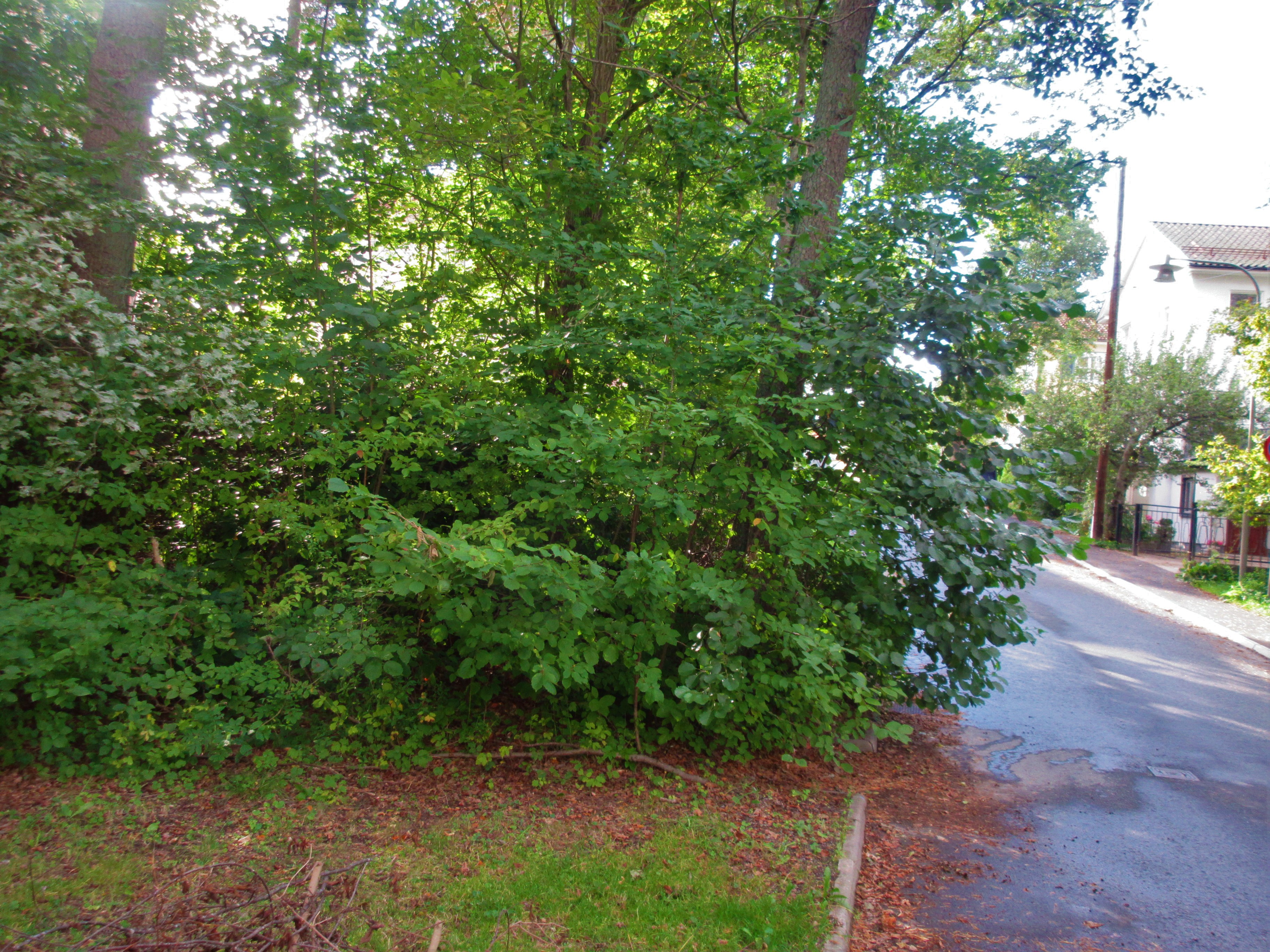

## Offerkälla och trefaldighetskälla

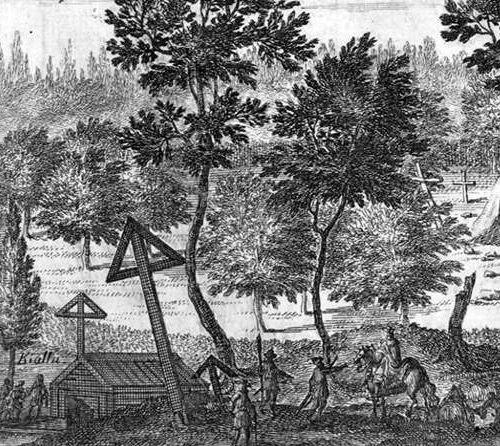
Offerkälla på en bild från Erik Dahlberghs Suecia antiqua et hodierna. Bilden visar Ingemo källa och offerlund i mellan Skövde och Tidaholm i Västergötland.

Hur mycket sanning det finns i sägnen att drottning Kristina besökt källan vet man inte. I heden tid användes den troligen som offerkälla. Namnet Trefaldighetskällan återfinns på gamla kartor. Drottning Kristinas källa är inte arkeologiskt undersökt. Enligt arkeologen Nils Ringstedt är det inte osannolikt att en arkeologisk undersökning skulle kunna resultera i fynd. Till källan leder en liten stensatt stig, den är två till tre meter bred, men den är mycket svår att upptäcka. Nils Ringstedt påpekar att källan verkligen borde uppmärksammas av antikvariska myndigheter och framför allt av Brommaborna.